# Lac Monger
Le lac Monger (en anglais : Lake Monger et en nyungar : Keiermulu) est une zone humide d'Australie-Occidentale, au nord-ouest de Perth.